# Cymindiina
Los cimindinos (Cymindiina) son una subtribu de coleópteros adéfagos  perteneciente a la familia Carabidae.

## Géneros
Tiene los siguientes géneros:
- Afrotarus Jeannel, 1949
- Assadecma Basilewsky, 1982
- Cymindis Latreille, 1806
- Cymindoides † Motschulsky, 1856
- Hystrichopus Boheman, 1848
- Leptosarcus Peringuey, 1896
- Metaxymorphus Chaudoir, 1850
- Petrimagnia Kryzhanovskij & Mikhailov, 1971
- Plagiopyga Boheman, 1848
- Pseudomasoreus Desbrochers des Loges, 1904
- Taridius Chaudoir, 1875